# Bojonka
Bojonka (en rus: Божонка) és un poble de l'óblast de Nóvgorod, a Rússia, segons el cens del 2010 tenia 1.415 habitants.